# Chrysobothris convexa
Chrysobothris convexa är en skalbaggsart som beskrevs av Henry Clinton Fall 1907. Chrysobothris convexa ingår i släktet Chrysobothris och familjen praktbaggar. Inga underarter finns listade i Catalogue of Life.